# The Faces (album de Dragon Ash)
Albums de Dragon Ash
Loud & Peace
(2012)
Singles
1. Run to the Sun/Walk with Dreams
Sortie : 19 septembre 2012
2. Here I Am
Sortie : 29 mai 2013
3. Lily
Sortie : 27 novembre 2013

The Faces (ザ・フェイシズ) (stylisé THE FACES) est le dixième album studio du groupe de fusion japonais Dragon Ash, sorti le 15 janvier 2014.
Il s'agit du premier album enregistré en près de trois ans par le groupe, après le décès de leur bassiste Ikuzo Baba en avril 2012. Ce dernier avait participé à l'enregistrement des pistes Run to the Sun et Walk With Dreams ; la ligne de basse des autres titres est enregistrée par Kenji "Kj" Furuya, chanteur et leader du groupe.

## Liste des titres
| 1.  | Introduction                                                                               | 1:46 |
| 2.  | The Show Must Go On                                                                        | 4:13 |
| 3.  | Trigger (thème du jeu vidéo Resident Evil: Revelations (au Japon Biohazard: Revelations)   | 3:19 |
| 4.  | Run to the Sun                                                                             | 4:18 |
| 5.  | Neverland                                                                                  | 4:10 |
| 6.  | Today's the Day                                                                            | 4:51 |
| 7.  | Here I Am                                                                                  | 4:27 |
| 8.  | Blow Your Mind (utilisée dans la bande-originale du film Crows Explode)                    | 3:42 |
| 9.  | Still Goin' On (Feat. 50Caliber, Haku the Anubiz et WEZ du groupe de hip-hop YALLA FAMILY) | 4:08 |
| 10. | Golden Life                                                                                | 4:09 |
| 11. | Walk with Dreams                                                                           | 4:11 |
| 12. | The Live (Feat. KenKen, bassiste du groupe Rize)                                           | 3:58 |
| 13. | Lily                                                                                       | 4:28 |
| 14. | Curtain Call (choisie comme thème du drama Tenchu ~Yami no Shiokinin~)                     | 4:17 |

| 1. | 『THE SHOW MUST GO ON』 (documentaire sur la tournée et l'enregistrement de l'album) |  |
| 2. | Lily                                                                                 |  |
| 3. | Here I Am                                                                            |  |
| 4. | Triger                                                                               |  |
| 5. | Run to the Sun                                                                       |  |
| 6. | Walk With Dreams                                                                     |  |